# Apollonios z Rodos
Apollonios z Rodos, Apolloniusz Rodyjski (stgr. Ἀπολλώνιος Ῥόδιος; ur. pocz. III w. p.n.e., zm. po 246 p.n.e.) – grecki poeta i erudyta. 
Jako drugi z kolei kierował Biblioteką Aleksandryjską. Najbardziej znane jego dzieło to poemat epicki w czterech księgach – Argonautyki, opisujący dzieje mitycznej wyprawy Jazona po złote runo i jego romansu z Medeą. Łączył w nim tradycyjne, nawiązujące do Homera wzorce poezji epickiej (tematyka bohaterska, połączenie świata bogów i ludzi, nawiązania do epizodów znanych z Homera) z elementami nowej, aleksandryjskiej poetyki (znacząca rola tematyki miłosnej, zamiłowanie do scen rodzajowych, uczoność i erudycyjność).